# Taklinou
Taklinou (biał. Такліноў; ros. Теклинов, Tieklinow) – część agromiasteczka Wuhły na Białorusi, w obwodzie homelskim, w rejonie brahińskim. 
Do 2011 roku oddzielna wieś. W 2009 roku liczyła 54 mieszkańców.